# Acaena sarmentosa
Acaena sarmentosa är en rosväxtart som först beskrevs av Thou., och fick sitt nu gällande namn av Dugald Carmichael. Acaena sarmentosa ingår i släktet taggpimpineller, och familjen rosväxter.

## Underarter
Arten delas in i följande underarter:
- A. s. tristanensis
- A. s. lusciniae
- A. s. longiuscula